# Пенка Павлова
Пенка Павлова е българска народна певица от Тракийската фолклорна област.

## Биография
Пенка Павлова е родена на 1 януари 1934 година в село Търговище, Сливенско, в семейство от народни музиканти. Вуйчо ѝ свирил на кавал, майка ѝ и баща ѝ всяка вечер пеели. Песента „Злато моме“ научава от грамофонна плоча, която е притежавало семейството ѝ. По-късно я чува изпълнена от гъдулар в село Кортен, после в Стара Загора – от възрастна певица, и от трите варианта се получава нейното изпълнение на „Злато моме“.
Пенка Павлова се омъжва в Стара Загора през 1953 година. Две години по-късно на новогодишно тържество приятели я канят да попее. Там е и акордеонистът Иван Шибилев. Изненадан от звучния ѝ глас, съпровожда пеенето ѝ, а после я кани в студиото на Радио „Стара Загора“. Първите си две песни Пенка Павлова записва с неговия акордеон, а следващите – с оркестър. Една година пее в местния народен ансамбъл, днес „Загоре“, но търси повече изяви, иска всяка вечер да е сред публика. Дванайсет години пътува с група „Наша песен“. Там са певци като Мита Стойчева, Георги Чилингиров, Радка Кушлева, Лалка Павлова. От тях се учила и проявила по-голям интерес към народната музика. Купува си магнетофон и с него записва песни от възрастни жени. Започва да пее и чужди песни – гръцки, турски, цигански и за тях си ушивала костюми. На сватби и панаири излиза с по осем костюма. Затова я наричали „сватбарска певица“.
Пенка Павлова натрупва опит в сватбарската музика с Първомайската, Леновската, Конушенската група и оркестър „Авлигите“ от Стара Загора. Като пътуваща артистка с „Наша песен“ от 1958 година, при всеки случай обогатява репертоара си с нови песни, които ѝ дават почитатели. Пяла е и в програмите на „Балкантурист“. Дълго време е работила с най-известните тракийски групи и оркестри. През 1966 година в Радио „Стара Загора“ записва песента „Търновска царица“, която я прави много известна, и за нея това е богат творчески период. Популярността ѝ стига чак в Америка – канят я да преподава българска народна музика в Лос Анджелис, където интересът към източно-европейския фолклор расте. Остава седем месеца там и може да продължи, но избира да се върне в България.
Носител е на орден „Кирил и Методий“ – I степен, „Златна лира“ от Съюза на музикалните дейци, както и на званието „Заслужил артист“.
През 2014 г. е отличена с почетния знак „Златен век“ – печат на Симеон Велики от бившия министър на културата Петър Стоянович.
Пенка Павлова не спира да пее народни песни, но се амбицирана да опитва различни неща. Явява се на конкурс за стара градска музика в Петрич и четири години се завръща само с първа награда. По съвет на академик Николай Кауфман, който е в журито на конкурса, събира песните си диска „Възраждане“.
Пенка Павлова има издадени две дългосвирещи плочи, две аудиокасети и два компактдиска с народни („Злато моме“) и възрожденски песни („Възраждане“).
Записва много песни през годините, сред най-известните са: „Първом, първом“, „Маринчице, гиздава девойко“, „Търновска царица“, „Драганин братец“, „Иван по двори ходеше“, „Га беше Ванчо мъничак“, „Гурбетчия“, „Милкана дума Никола“, „Отдавна ли си, момне ле, калугерица“ – любимата песен на Васил Левски, но нейната „визитна картичка“ си остава бавната народна песен „Злато моме“, която записва в БНР през 1963 г. в моно вариант, и втори път, през 1973 г. – в стерео вариант. Във фонотеката на БНР има 178 песни.
Умира на 12 февруари 2020 г.

## Дискография

### Малки плочи
- „Магдалена Морарова“/ „Пенка Павлова“ (Балкантон – 5639)[5]
- „Покани Гендо, покани“, изп. Иван Пановски/ „Стани лудо, стани младо“, изп. Пенка Павлова (Балкантон – ВНК 2880)[6]
- „Пенка Павлова“ (Балкантон – ВНМ 6186)[7]
- „Български народни песни“ (Балкантон – ВНМ 6485)[8]
- 1967 – „Злато моме“/ „Мама Теньо дума“ (Балкантон – ВНК 2778)[9]

### Дългосвирещи плочи
- 1975 – „Пенка Павлова. Тракийски народни песни“ (Балкантон – ВНА 1684)[10]
- 1982 – „Пенка Павлова“ (Балкантон – ВНА 10978)[11]

### Аудиокасети
- 1995 – „Злато моме“ (Пайнер)[12]
- 1995 – „Първом, първом кат те видех“ (Пайнер – 9507097)[13]

### Компактдискове
- „Злато моме“
- „Възраждане“